# Christoph Ludwig von Stille

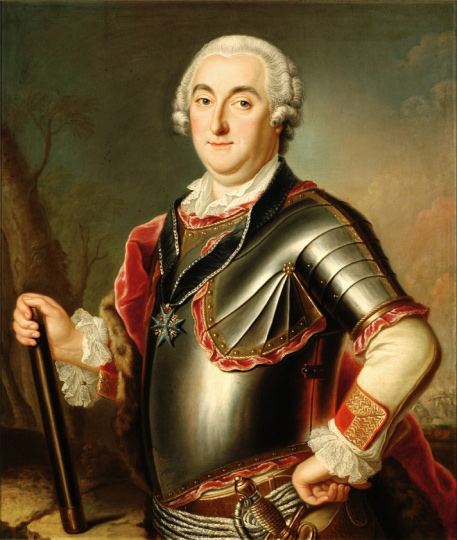
Christoph Ludwig von Stille, Gemälde von David Matthieu, 1750, Gleimhaus Halberstadt

Christoph Ludwig von Stille (* 13. September 1696 in Berlin; † 19. Oktober 1752 in Aschersleben) war ein königlich-preußischer Generalmajor und Kurator der königlichen Akademie der Wissenschaften zu Berlin.

## Leben
Christoph Ludwig von Stille war ein Sohn des Generalleutnants Ulrich Christoph von Stille und der Eva Maria von Cosel aus dem Hause Rosenwinkel. Der preußische Generalleutnant Johann Kaspar von Cosel war sein Onkel.

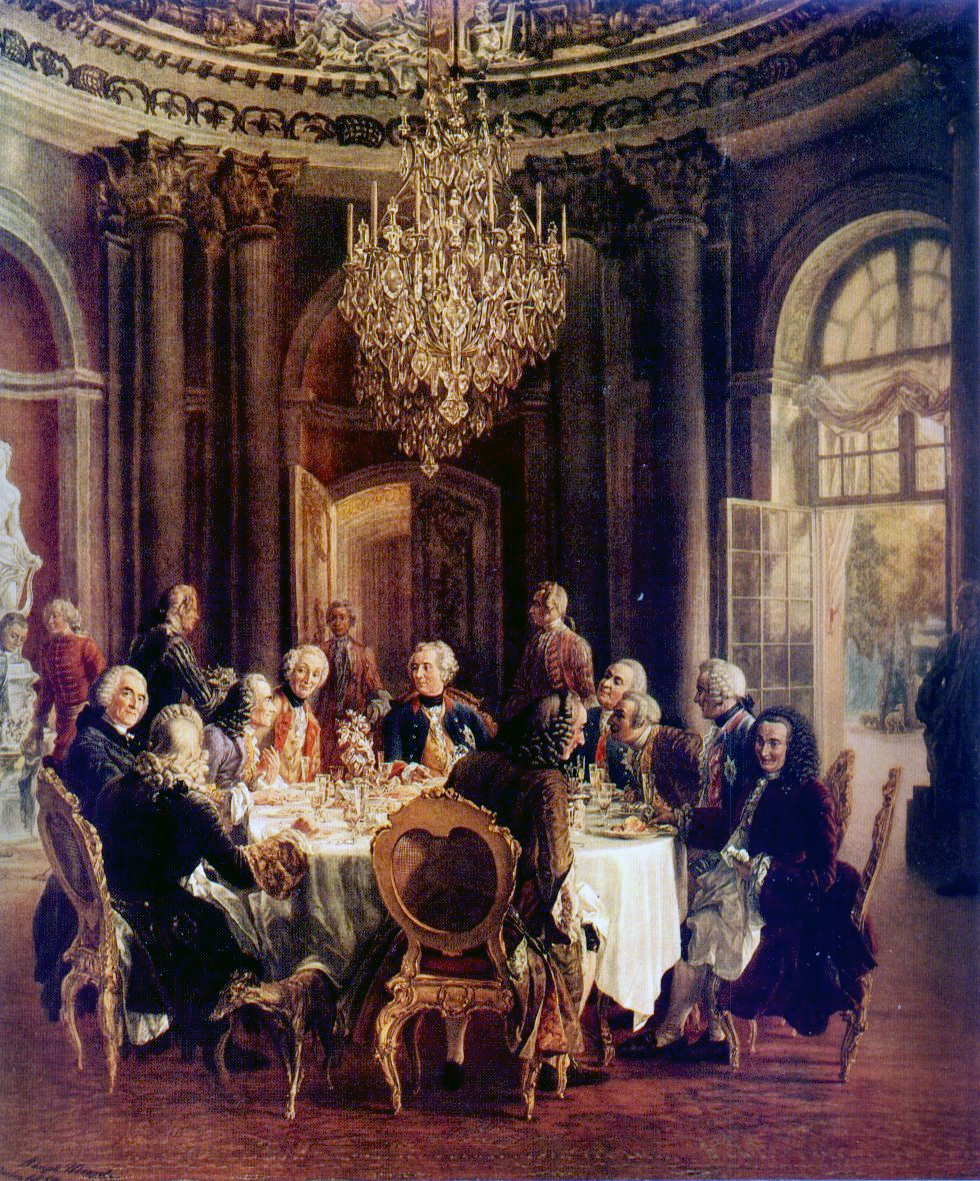
Auf dem Bild Tafelrunde von Adolf Menzel findet sich Stille (Rote Uniform) zwischen dem König und Voltaire

Er bekam mit seinen Brüdern Privatunterricht. Durch diese Ausbildung konnte er die Hohe Schule von Helmstädt besuchen. 1715 kam er als Junker in das Regiment seines Vaters und kämpfte mit diesem im Pommernfeldzug 1715/1716. Am 9. Dezember 1715 wurde er Fähnrich, am 19. Oktober 1718 Leutnant. Als solcher besuchte er aus eigenem Antrieb die Universität von Halle, dieses neben seinem Dienst und erfolgreicher Werbung in der Schweiz.
Am 23. Oktober 1723 wurde er Hauptmann und Kommandant einer Kompanie im Infanterie-Regiment No. 7 (Markgraf Christian Ludwig). Dann wurde er zur Kavallerie versetzt und diente in verschiedenen Regimentern als Rittmeister. Am 28. September 1731 wurde er Major im Kürassier-Regiment Nr. 5 (Markgraf Friedrich) mit eigener Kompanie. Mit königlicher Erlaubnis war er 1733 als Freiwilliger bei der Belagerung von Danzig dabei. König Friedrich II. erkannte seine Talente, so wurde er am 23. Juli 1740 Oberst und Generaladjutant, ohne jemals Oberstleutnant gewesen zu sein. Er wurde zugleich auch Gouverneur des Prinzen Heinrich und Kurator der königlichen Akademie der Wissenschaften.
In dem ersten schlesischen Krieg begleitete er den König. Dieser Übergab ihm am 22. November 1743 das Kürassier-Regiment Nr. 6 (Eugen von Anhalt). Am 6. März 1744 wurde er zum Generalmajor ernannt. 1745 bildete er die Vorhut und vertrieb den österreichischen General Nadasdy nach Böhmen. In der Schlacht bei Hohenfriedberg wurde er an der Hand verwundet, kämpfte in der Schlacht bei Soor und begleitete der König nach Dresden.
1746 wurde er Amtshauptmann von Kartzig und Himmelstädt. 1750 bekam er überdies das neue Gut Schwabach. Die Urkunden bekam er vom König persönlich. Er war ein häufiger Gesellschafter des Königs in Potsdam. Wie beliebt von Stille beim König war, lässt sich an folgender Anekdote erkennen. Von Stille war starker Raucher, während in der Umgebung des Königs das Rauchen verboten war. Eines Abends schickte dieser seinem General eine Reihe von Pfeifen und Kautabak auf sein Zimmer. Auch schickte er seinen Leibarzt, als der General krank wurde, aber der konnte nichts gegen die Schwindsucht machen. So starb von Stille am 19. Oktober 1752 in Aschersleben.
Sein Name wurde 1851 auf einer der Ehrentafeln am Reiterstandbild Friedrichs des Großen verewigt.

### Werk
Von Stille war ein literarisch sehr interessierter und gebildeter Mensch. Er sprach mehrere Sprachen. So war er auch ein Bekannter des Dichters Gleim, der ihm Ewald von Kleist empfahl. Stille stellte diesen Dichter dann dem König vor.
Er selbst übersetzte das Werk Versuch in der moralischen Weltweisheit des Philosophen Maupertuis aus dem Französischen. Er selbst verfasste Werke über den Schlesischen Krieg.

## Familie
Er heiratete im Jahre 1729 Charlotte Sophie von Huß. Diese war die Tochter des Präsidenten von Magdeburg Karl Adolph von Huß und Sibylla Ursula, geb. Mieg. Er hatte mit ihr zwölf Kinder, von denen zwei Söhne und vier Töchter überlebten. Die Schwester von Charlotte Sophie war Marie Sibylle von Huss (1699–1768), sie war mit den General Peter Ludwig Du Moulin verheiratet.